# 1932 în științifico-fantastic
- 1931 în științifico-fantastic — 1932 în științifico-fantastic — 1933 în științifico-fantastic

1932 în științifico-fantastic a implicat o serie de evenimente:

## Nașteri și decese

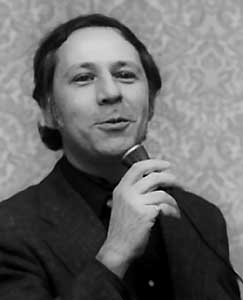
Ben Bova

### Nașteri
- Erkki Ahonen
- Chester Anderson (d. 1991)
- Brian N. Ball
- T. J. Bass (d. 2011)
- Ralph Blum (d. 2016)
- Ben Bova
- Jack Cady (d. 2004)
- Michael Coney (d. 2005)
- Joseph H. Delaney (d. 1999)
- Paul Erdman (d. 2007)
- Robert L. Forward (d. 2002)
- Kenneth W. Hassler (d. 1999)
- Joan Hunter Holly, Pseudonimul lui Joan Carol Holly (d. 1982)
- Dimiter Inkiow (d. 2006)
- John Jakes
- Vladimír Páral
- Gert Prokop (d. 1994)
- Carlos Rasch
- Kit Reed (d. 2017)
- Peter von Tramin (d. 1981)
- Robert Anton Wilson (d. 2007)

### Decese
- Wilhelm Fischer (n. 1846)
- Paul Keller (n. 1873)
- Sophus Michaelis (n. 1865)

## Cărți

### Romane

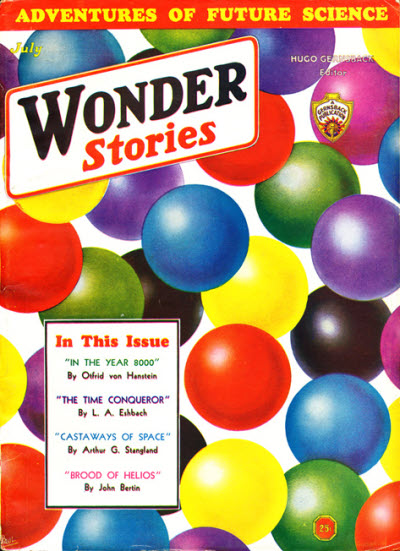
In the Year 8000 pe coperta Wonder Stories din iulie 1932

- In the Year 8000 de Otfrid von Hanstein, romanul a fost publicat prima dată în engleză în Wonder Stories, nr. iulie–septembrie 1932, tr. Laurence Manning & Konrad Schmidt.[2][3][4]
- Pământul în flăcări de  Al. Dem. Coltesti, Editura IG Hertz
- Orașele înecate de Felix Aderca
- Un om de rang (Gospodin čovjek), utopie de Mato Hanžeković[5][6]

## Filme
| Titlu                 | Regizor          | Distribuție                                               | Țara                       | Sub-Gen /Note |
| --------------------- | ---------------- | --------------------------------------------------------- | -------------------------- | ------------- |
| F.P.1 Antwortet Nicht | Karl Hartl       | Hans Albers, Sybille Schmitz, Georg John                  | Germania                   | [ 7 ]         |
| Island of Lost Souls  | Erle C. Kenton   | Charles Laughton, Bela Lugosi, Richard Arlen, Leila Hyams | Statele Unite ale Americii |               |
| Six Hours to Live     | William Dieterle | Warner Baxter, John Boles, Beryl Mercer                   | Statele Unite ale Americii | [ 8 ]         |
|                       |                  |                                                           |                            |               |